# Byon Kyung-ja
Byon Kyung-ja   (6 de gener de 1956) és una exjugadora de voleibol sud-coreana que va competir durant les dècades de 1970 i 1980.
El 1976 va prendre part en els Jocs Olímpics de Mont-real, on va guanyar la medalla de bronze en la competició de voleibol.